# Аль-Задах, Захир Шах
Захир Шах аль-Задах (англ. Zahir Shah Al-Zadah; 18 ноября 1910 — неизвестно) — афганский хоккеист на траве, защитник, нападающий. Участник летних Олимпийских игр 1936 года.

## Биография
Захир Шах аль-Задах родился 18 ноября 1910 года.
В 1936 году вошёл в состав сборной Афганистана по хоккею на траве на летних Олимпийских играх в Берлине, поделившей 5-6-е места. Играл на позициях защитника и нападающего, провёл 3 матча, забил 1 мяч в ворота сборной Бельгии.
О дальнейшей жизни данные отсутствуют.